# نوفوخوبايورسك
نوفوخوبايورسك (بالروسية: Новохопёрск) هي إحدى مدن روسيا في الكيان الفدرالي الروسي فورونيج أوبلاست.

## توأمة
لنوفوخوبايورسك اتفاقيات توأمة مع:
- زلين (2000 - 2000)[4]